# 蛇根叶
蛇根叶（学名：Ophiorrhiziphyllon macrobotryum）是爵床科蛇根草属的植物。分布于越南以及中国大陆的云南等地，生长于海拔170米至1,250米的地区，一般生长在密林中及水沟边潮湿处，目前尚未由人工引种栽培。